# La fi del món (Doctor Who, 2x13)
La fi del món (Doomsday en l'original anglès) és el tretzè i últim episodi de la «Sèrie 2» de la segona etapa de la sèrie de televisió de ciència-ficció britànica Doctor Who. Va ser emès originalment el 8 de juliol del 2006 i és el desenllaç d'una trama de dues parts; la primera, Exèrcit de fantasmes, havia estat emesa una setmana abans. La trama presenta els dàleks, considerats extints després dels esdeveniments de l'episodi final de la sèrie del 2005; i els ciberhumans, que havien aparegut a El ressorgiment dels ciberhumans i L'edat de l'acer. Ambdues espècies havien arribat inesperadament a la Terra al final d'Exèrcit de fantasmes.
El concepte de l'aparició conjunta dels ciberhumans i els dàleks va ser proposat per primer cop el 1967, però va ser vetat per Terry Nation, el creador dels dàleks. L'episodi és el primer conflicte entre les dues espècies en els 43 anys d'història de Doctor Who, i presenta l'última aparició de Billie Piper en el paper de companya principal Rose Tyler, i l'última aparició regular de Noel Clarke com a exxicot de Rose Tyler i antic company, Mickey Smith; i de Camille Coduri i Shaun Dingwall com els pares de Rose, Jackie i Pete Tyler. L'episodi va ser rodat el desembre del 2005 i gener del 2006, juntament amb els episodis El ressorgiment dels ciberhumans i L'edat de l'acer.
La trama consisteix principalment d'una guerra global entre els dàleks i els ciberhumans, amb la humanitat atrapada en la confrontació. El Doctor, la família Tyler i Mickey Smith lluiten per la seva vida intentant invertir la situació. Ho aconsegueixen, però pagant un preu emocional pel Doctor i Rose quan queden separats en universos paral·lels.
L'episodi és un dels episodis de Doctor Who més populars des de la reestrena de la sèrie. Juntament amb Exèrcit de fantasmes, va ser nominat per al Hugo Award for Best Dramatic Presentation, Short Form del 2007, que va ser guanyat pel quart episodi de la sèrie, La noia de la llar de foc. Va compartir la valoració del públic més alta de la nova sèrie, de 89, amb El comiat, Silenci a la biblioteca i El bosc dels morts, fins al 28 de juny del 2008 (en aquella data, La Terra robada va aconseguir una valoració AI de 91), i és lloat per la majoria de crítics, tant pel conflicte entre dàleks i ciberhumans com per l'escena del comiat entre el Doctor i Rose.
Possiblement a causa d'un error en el doblatge, hi ha dos episodis diferents de Doctor Who titulats La fi del món en català: aquest i el segon episodi de la primera sèrie, que en l'original anglès s'anomena The End of the World.

## Trama

### Sinopsi
L'obertura de l'episodi continua a partir de l'escena final d'Exèrcit de fantasmes; el Dr. Singh (Raji James), Mickey Smith (Noel Clarke) i Rose Tyler (Billie Piper) estan atrapats en una cambra segellada a la Torre Torchwood. Quatre dàleks, portadors d'un aparell anomenat «Arca de la gènesi», han emergit de la nau del buit. Un Dàlek Suprem anomenat Dàlek Sec extreu informació sobre la Terra de Singh. Descobreix que s'està produint una invasió distinta, i envia Dàlek Thay a investigar. Els ciberhumans, que havien pres el control de Torchwood, detecten la tecnologia dàlek i ofereix una aliança. Els dàleks refusen, i les dues espècies es declaren la guerra l'una a l'altra.
Mentre discuteix sobre la humanitat amb el Doctor (David Tennant), el Cíber Líder és destruït per un escamot d'atac liderat per Jake Simmonds (Andrew Hayden-Smith), del mateix univers que els ciberhumans. Jake porta el Doctor al seu univers i li explica les accions dels ciberhumans. Aleshores, Pete Tyler (Shaun Dingwall) suplica al Doctor que tanqui la bretxa. El Doctor ho accepta i arriben a un acord amb el ciberhumans per combatre junts els dàleks.
Mentrestant, Rose explica a Mickey que se'ls manté amb vida perquè el seu tacte pot activar l'Arca. Sec explica que el Culte no pot obrir l'Arca perquè és una tecnologia robada dels Senyors del Temps. Exigeix que Rose l'obri, però ella refusa i provoca els dàleks amb el seu coneixement del desenllaç de la Guerra del temps i el fet que va aniquilar el seu Emperador fins que apareix el doctor. Quan descobreix que els dàleks són el Culte de Skaro, utilitza el seu tornavís sònic per permetre que els ciberhumans entrin a combatre amb els dàleks. Sense voler, Mickey activa l'Arca intentant fugir, i els dàleks surten a l'exterior del Canary Wharf per alliberar el contingut de l'Arca: milions de dàleks que hi van ser empresonats durant la Guerra del temps.
El Doctor fuig a la cambra on es troba la bretxa principal, i explica que creuar el Buit fa que el viatger quedi saturat de radiació de fons. Planeja obrir la bretxa per crear un efecte de buit, però remarca que Rose i Mickey també han creuat el Buit. Mickey, Jackie, i Pete passen a l'univers paral·lel, però Rose es nega a abandonar el Doctor i l'ajuda a obrir la bretxa. S'agafen a un parell de grapes magnètiques mentre s'acosten els ciberhumans i els dàleks. La palanca de Rose queda malmesa, i ella intenta arreglar-la, però li llisca de les mans. Abans que la bretxa se li tanqui a sobre, Pete l'agafa i se l'emporta a través d'un portal al seu món.
Un temps després, Rose té un somni en què sent la veu del Doctor que la crida. La família Tyler segueix la veu a una remota badia de Noruega anomenada «Badia del Llop Ferotge», on apareix una imatge del Doctor, que està aprofitant l'energia d'una supernova per comunicar-se a través d'una de les últimes bretxes. Com que la bretxa es tancarà definitivament en dos minuts, ambdós comparteixen una última conversa. Rose esclata en llàgrimes i li diu que l'estima, però quan el Doctor comença a respondre, la bretxa es tanca. Al TARDIS, el Doctor, plorós, recupera la compostura i fixa un nou rumb. Alça la vista i veu una dona amb un vestit de núvia (interpretada per Catherine Tate), que exigeix saber on es troba.

## Producció

### Concepció
La idea de fer aparèixer els dàleks i els ciberhumans alhora a la pantalla no és nova; al desembre del 1967, la BBC es va posar en contacte amb Terry Nation per incloure ambdues races en un serial, però Nation va vetar la idea. El concepte se li va acudir a Davis quan estava preparant la sèrie del 2006; la història serviria alhora per ressuscitar els populars dàleks i com a sortida apropiada per Piper, que havia decidit deixar Doctor Who. La fi del món és el primer episodi de la història de Doctor Who en què els ciberhumans i els dàleks apareixen alhora a la pantalla; les dues races van aparèixer a The Five Doctors i Exèrcit de fantasmes, però en escenes separades.
El final de dues parts havia de tenir lloc originalment a Cardiff, a la bretxa temporal que va ser el centre dels episodis Els morts sense descans i L'explosió final. Quan Torchwood va ser encarregat el 2005, Davies va decidir basar l'spin-off a Cardiff i moure Exèrcit de fantasmes i Doomsday al Canary Wharf de Londres.
Un tema de discussió entre el personal de producció va ser qui salvaria Rose; Davies i Julie Gardner volien que Pete la salvés, mentre que Clarke i Phil Collinson volien que fos Mickey. Finalment, el rescat va ser assignat a Pete, per emfatitzar que havia acceptat Rose com a filla substituta. La resposta que el Doctor volia donar a Rose també va ser discutida; Davies, que va deixar la resposta no especificada, va afirmar que no la coneixia quan Collinson li ho va preguntar al comentari, i Gardner creia de manera vehement que el Doctor reciprocaria l'amor de Rose.
Alguns elements de la història van ser inspirats per la trilogia de Philip Pullman La matèria fosca. Pullman es va sentir «afalagat» per les referències de l'episodi i va comparar les accions de Davis al seu propi costum de referenciar obres.

### Rodatge

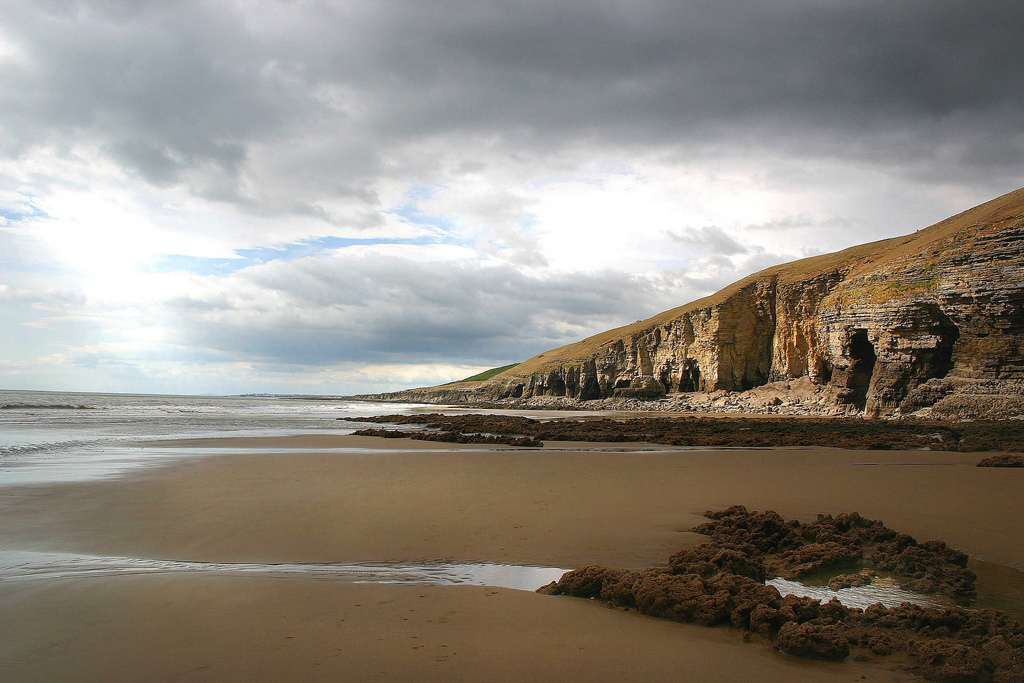
La platja de Southerndown, a Gal·les, fou utilitzada com a escena del comiat de Rose Tyler i el Doctor a la Badia del Llop Ferotge.

Per a assegurar-se que Clarke i Dingwall estiguessin disponibles pel rodatge, la història va ser filmada al tercer bloc de producció de la sèrie, juntament amb El ressorgiment dels ciberhumans i L'edat de l'acer. El rodatge va començar el 2 de novembre del 2005 als exteriors de Kennington, però no va esdevenir el treball principal de l'equip de producció fins al 29 de novembre, quan es van començar a gravar les escenes de dins i al voltant de la cambra de l'esfera. L'escena dels Tyler conduint a Noruega va ser rodada a Bridgend el 6 de desembre. Les escenes de la cambra de la palanca, l'escenari principal de la història, van ser rodades entre el 12 i el 15 de desembre, així com entre el 3 i el 5 de gener del 2006. El treball amb croma per l'escena de Rose sent xuclada al buit es va gravar el 13 de gener, i l'escaramussa entre els militars i els ciberhumans al pont va ser enregistrada el 15 de gener.
La penúltima escena de l'episodi, el comiat del Doctor i Rose, va ser gravada el 16 de gener del 2006; l'últim dia de rodatge per Clarke i Dingwall. L'última escena de Piper va ser la reunió de Rose amb el Doctor a El forat de Satanàs el 31 de març, però el rodatge va ser bastant emotiu, fins al punt que es vessaren algunes llàgrimes. L'última escena, l'aparició de Catherine Tate al TARDIS com a Donna Noble («La núvia», als crèdits) va ser rodada el 31 de març a l'últim dia de rodatge i va ser l'últim ús de la configuració del TARDIS que havia estat utilitzada des del 2005. Per assegurar-se de mantenir en secret de la marxa de Rose i l'aparició de Tate, només Piper i Tennant van rebre el guió de l'escena del comiat, i el director Graeme Harper només en va ser informat a l'últim moment possible.

### Música
| "Doomsday"                        |
|                                   |
| El principi de la cançó Doomsday. |
|                                   |

A més d'utilitzar música ja existent com ara els temes dels dàleks, els ciberhumans i Rose, Murray Gold va compondre una peça de música especial pel comiat de Rose, anomenada Doomsday, que incloïa la veu de Melanie Pappenheim. En lloc d'utilitzar els violins marcats que s'esperaven Davies i la resta de l'equip de producció, Gold va escollir un enfocament minimalista. A l'hora de passar la pista a l'equip de producció, Gold la va descriure com a representant l'energia i la determinació sense límits de Rose en la seva cerca del Doctor, dient més tard que «volia obtenir aquella mena de so pulsant i dolorós del rock bastant emocional, perquè creia que és el que faria Rose si estigués sofrint i pugés corrent a l'habitació, s'hi tanqués i fes una bona plorada, en realitat.» La peça utilitza la mateixa part vocal de Rose, quan Rose entra per primer cop al TARDIS, creant així un efecte de cicle que es tanca. És una de les preferides dels fans, especialment la productora executiva Julie Gardner, i és un dels motius, juntament amb la contribució generall de Pappenheim i la cançó Song for Ten de La invasió de Nadal, pels quals es va llançar la banda sonora de les dues primeres sèries uns mesos més tard.

## Emissió, recepció i llegat

### Emissió i censura als mitjans abans de l'emissió
Per protegir tanta informació sobre l'episodi com fos possible, l'escena final d'Exèrcit de fantasmes va ser retinguda, no es va permetre als Fear Forecasters del web de la BBC veure l'episodi abans que fos emès i es va limitar l'accés a les còpies. Malgrat això, l'attrezzo de Dàlek Sec, que anteriorment no havia estat utilitzat, havia envaït l'escena als BAFTA Television Awards del 2006 mentre l'equip de producció recollia un guardó. Es va imposar una moratòria similar al final de la sèrie següent, L'últim senyor del temps.
L'audiència de l'episodi va ser de 8,22 milions d'espectadors i va ser, exceptuant els partits de la Copa del Món, el segon programa de televisió més vist de la setmana, darrere un episodi de Coronation Street, i el vuitè més vist en general. L'episodi corresponent de Doctor Who Confidential va obtenir una mica més d'un milió d'espectadors, sent el segon programa més vist en un canal no terrestre aquella setmana. L'audiència de l'episodi va ser més alta que el següent partit de la Copa del Món entre Alemanya i Portugal, vist per un milió menys d'espectadors.

### Recepció crítica i llançament posterior
La fi del món és un dels episodis més populars de la sèrie reviscuda de Doctor Who. Va tenir un Appreciation Index de 89, que va ser la xifra més alta durant gairebé dos anys; va ser superat per La Terra robada, que va tenir-ne un de 91; i és l'únic episodi de Doctor Who que ha rebut una valoració perfecta de 10 a IGN, que va felicitar Davies per haver fet un episodi amb tanta acció i tan emotiu. Television Without Pity va donar una valoració d'A+ a l'episodi. The Stage va comentar que el conflicte entre dàleks i ciberhumans va ser «l'única cosa digna de mirar» aquell cap de setmana, fent ombra fins i tot a la final de la Copa del Món, i que l'escena del comiat va ser «escrita bellament i representada emotivament», sense deixar «ni un ull sec a l'univers». Dek Hogan de Digital Spy va afirmar que l'episodi era «perfectament equilibrat amb moments de molta excitació i patetisme emotiu», i que la llàgrima d'oli vessada per la versió ciberhumana de Hartman era un «toc bonic», però va criticar l'aparició de Catherine Tate, afirmant que era innecessària per acabar l'episodi i per «trencar l'ambient». Stephen Brook de The Guardian va dir que l'episodi era «un dels punts àlgids de la sèrie moderna, molt emocional, espantós i genuïnament excitant», que la marxa de Rose va ser «duta a terme de manera brillant», i va comparar de manera positiva la trama de l'episodi d'una guerra entre «els monstres més grans del programa de la història» a la pel·lícula Alien vs. Predator.
Després de la seva emissió inicial, l'episodi va ser llançat en DVD juntament amb Temeu-la i Exèrcit de fantasmes el 25 de setembre del 2006. Va ser emès per primer cop a CBC Television el 19 de febrer del 2007. La història (Exèrcit de fantasmes/La fi del món) va ser un dels tres episodis de la segona sèrie de Doctor Who que van ser nominats pels Premis Hugo del 2007 per la millor presentació dramàtica, en forma curta; les altres històries nominades van ser Reunió a l'escola i La noia de la llar de foc. Aquesta última es va endur el guardó.

### Llegat
Els esdeveniments de l'episodi van crear un arc narratiu menor per la sèrie següent i la sèrie spin-off Torchwood. Els efectes de la ciberconversió d'humans en ciberhumans van ser explorats més tard a l'episodi de Torchwood La ciberdona, que se centrava en el personatge Ianto Jones (Gareth David-Lloyd) que mantenia la seva xicota parcialment convertida amagada dels seus companys mentre busca una cura. La novel·la spin-off Made of Steel, que presenta la següent companya del Doctor, Martha Jones (Freema Agyeman), segueix diversos ciberhumans que, després de quedar atrapats a la Terra, intenten treure els altres ciberhumans del buit.
La pèrdua de Rose va ser utilitzada diverses vegades a la tercera sèrie: el record va ser utilitzat en un intent d'afeblir el Doctor a El codi Shakespeare i va ser una molèstia per la companya Martha Jones. La pèrdua de Rose el va entristir durant La núvia fugitiva, però també li va permetre «continuar lluitant» diverses vegades.
L'univers alternatiu i el Buit van ser explorats encara més en diversos episodis del 2008: els esdeveniments dels últims tres episodis de la quarta sèrie, Giri a l'esquerra, La Terra robada, i El final del viatge debiliten la separació entre els universos paral·lels, causant la mort de la majoria d'éssers del Buit. Un petit grup de ciberhumans apareixen a El pròxim Doctor, havent robat tecnologia dàlek i fugit del Buit cap a la Londres victoriana.